# DejaVu Fonts
DejaVu Fonts ist eine Sammlung von verschiedenen, unter freier Lizenz stehenden Schriftarten, die alle ihren Ursprung in der Schriftartensammlung Bitstream Vera haben. Diese wurde weiterentwickelt, weil die Bitstream-Vera-Familie nur die Latin- und Latin-1-Gruppen von Unicode unterstützt hatte und unter einer Lizenz stand, die es Schriftenentwicklern ermöglichte, dies zu ändern.
Das DejaVu Fonts-Projekt wurde 2004 von Štěpán Roh mit dem Ziel gestartet, ein „breites Angebot von Zeichen“ anbieten zu können. Die Entwicklung der Schriftarten ist mit einem Wiki und mit einer Mailing-Liste koordiniert. In der Zwischenzeit hat das Projekt mehrere andere ähnliche Projekte übernommen, die sich auch das Ziel nahmen, die Bitstream-Vera-Familie zu erweitern; einige davon sind Olwen-Font-Familie, Bepa, Arev Fonts (nur Teile) und die SuSE-Standardschriftarten.
Die Schriftarten des Projekts sind kostenlos. Die letzte Version ist 2.37 und wurde am 30. Juli 2016 veröffentlicht. Sie unterliegen dem sogenannten Bitstream Vera Fonts Copyright und Arev Fonts Copyright.

## Stil

DejaVu Fonts existiert in mehreren Stilen. Diese unterscheiden sich zwar in ihrem Aussehen, enthalten jedoch den gleichen Vorrat an Unicode-Zeichen. Die unterstützten Stile sind:
- Schriftarten mit Serifen: DejaVu Serif, DejaVu Serif Oblique, DejaVu Serif Bold, DejaVu Serif Bold Oblique
- Serifenlose Schriftarten: DejaVu Sans, DejaVu Sans Oblique, DejaVu Sans Bold, DejaVu Sans Bold Oblique
- Nichtproportionale Schriftarten: DejaVu Sans Mono, DejaVu Sans Mono Oblique, DejaVu Sans Mono Bold, DejaVu Sans Mono Bold Oblique

Die schmal laufenden Condensed-Schnitte sind zurzeit noch als experimentell markiert, da in diesen noch nicht alle Hinting-Informationen enthalten sind.